# قطعنامه ۲۹۷ شورای امنیت
قطعنامه ۲۹۷ شورای امنیت سازمان ملل متحد که در تاریخ ۱۵ سپتامبر ۱۹۷۱ تصویب شد، سندی بین‌المللی دربارهٔ پذیرش اعضای جدید سازمان ملل متحد: قطر است. این قطعنامه طی نشست ۱٬۵۷۸ام
با ۱۵ موافق،۰ مخالف و۰ ممتنع تصویب شد.